# Suma de matrius
La suma de matrius és una operació que es defineix per a dues matrius del mateix tipus, és a dir que totes dues tenen el mateix nombre de files i també el mateix nombre de columnes.
La suma de dues matrius de tipus (m, n), {\displaystyle A=(a_{ij})} i {\displaystyle B=(b_{ij})}, que s'escriu A + B, és una nova matriu {\displaystyle (c_{ij})} de tipus (m, n) que s'obté sumant els elements corresponents de cada matriu, és a dir:
Per a tot i, j, {\displaystyle c_{ij}=a_{ij}+b_{ij}~}
Per exemple:
{\displaystyle {\begin{pmatrix}1&3\\1&0\\1&2\end{pmatrix}}+{\begin{pmatrix}0&0\\7&5\\2&1\end{pmatrix}}={\begin{pmatrix}1+0&3+0\\1+7&0+5\\1+2&2+1\end{pmatrix}}={\begin{pmatrix}1&3\\8&5\\3&3\end{pmatrix}}}
El conjunt de les matrius de tipus (m, n) amb l'operació de la suma formen un grup abelià. La comprovació és evident a causa del fet que els elements són membres d'un grup abelià i la suma de matrius es defineix construint la matriu suma a partir de la suma dels elements.
Aquesta forma de definir la suma de matrius prové de les aplicacions lineals; si A i B són matrius d'aplicacions lineals respecte a una base donada, llavors la matriu de l'aplicació suma expressada en la mateixa base, és la suma de matrius A+B.
Per exemple:
{\displaystyle {\begin{aligned}\left({\begin{matrix}1&2\\3&1\\\end{matrix}}\right)\cdot \left\{{\begin{matrix}e_{1}\\e_{2}\\\end{matrix}}\right\}+\left({\begin{matrix}2&0\\0&2\\\end{matrix}}\right)\cdot \left\{{\begin{matrix}e_{1}\\e_{2}\\\end{matrix}}\right\}&=\left\{{\begin{matrix}1\cdot e_{1}+2\cdot e_{2}\\3\cdot e_{1}+1\cdot e_{2}\\\end{matrix}}\right\}+\left\{{\begin{matrix}2\cdot e_{1}+0\cdot e_{2}\\0\cdot e_{1}+2\cdot e_{2}\\\end{matrix}}\right\}\\&=\left\{{\begin{matrix}\left(1+2\right)\cdot e_{1}+\left(2+0\right)\cdot e_{2}\\\left(3+0\right)\cdot e_{1}+\left(1+2\right)\cdot e_{2}\\\end{matrix}}\right\}\\&=\left({\begin{matrix}1+2&2+0\\3+0&1+2\\\end{matrix}}\right)\cdot \left\{{\begin{matrix}e_{1}\\e_{2}\\\end{matrix}}\right\}\\&=\left(\left({\begin{matrix}1&2\\3&1\\\end{matrix}}\right)+\left({\begin{matrix}2&0\\0&2\\\end{matrix}}\right)\right)\cdot \left\{{\begin{matrix}e_{1}\\e_{2}\\\end{matrix}}\right\}\end{aligned}}}